# Vùng đất Marie Byrd

Vùng đất Marie Byrd

Vùng đất Marie Byrd (tiếng Anh: Marie Byrd Land, viết tắt: MBL) là một lãnh thổ vô chủ ở Nam Cực. Với diện tích 1.610.000 km2 (620.000 dặm vuông Anh), đây là lãnh thổ vô chủ lớn nhất trên Trái Đất. Nó được đặt tên theo vợ của sĩ quan hải quân Mỹ Richard E. Byrd, người đã khám phá khu vực này vào đầu thế kỷ 20.
Lãnh thổ nằm ở Tây châu Nam Cực, với Thềm băng Ross và Biển Ross ở phía đông, và phần Thái Bình Dương của Nam Đại Dương ở phía nam, kéo dài về phía đông khoảng một đường giữa phần trong của Thềm băng Ross và Bờ biển Eights. Nó trải dài giữa kinh tuyến 158° và 103°24' đông. Cuộc thám hiểm của Byrd kết luận lãnh thổ bao gồm khu vực giữa Cao nguyên Rockefeller và Bờ biển Eights.

## Tổng quan
Vì vùng này ở vị trí quá xa xôi, ngay cả theo tiêu chuẩn của Nam Cực, hầu hết Vùng đất Marie Byrd (phần phía đông của 150°T) chưa được bất kỳ quốc gia có chủ quyền nào tuyên bố chủ quyền. Cho đến nay, đây là lãnh thổ vô chủ lớn nhất trên Trái Đất, với diện tích 1.610.000 km2 (620.000 dặm vuông Anh) (bao gồm cả Bờ biển Eights ở ngay phía đông Vùng đất Marie Byrd). Năm 1939, Tổng thống Hoa Kỳ Franklin D. Roosevelt đã chỉ thị cho các thành viên của Đoàn thám hiểm Dịch vụ Nam Cực của Hoa Kỳ thực hiện các bước để tuyên bố một số vùng ở Nam Cực là lãnh thổ của Hoa Kỳ. Quá trình đã được các thành viên của cuộc thám hiểm này và các cuộc thám hiểm tiếp theo thực hiện, nhưng những điều này dường như không được chính thức hóa trước năm 1959, khi Hệ thống Hiệp ước châu Nam Cực được ký kết. Một số ấn phẩm ở Hoa Kỳ trong giai đoạn trước đó đã chỉ ra đây là lãnh thổ của Hoa Kỳ, và Bộ Quốc phòng Hoa Kỳ đã tuyên bố rằng Hoa Kỳ có cơ sở vững chắc để tuyên bố chủ quyền ở Nam Cực do các hoạt động của họ trước năm 1959. Phần phía tây của kinh tuyến 150°T là một phần của Lãnh thổ phụ thuộc Ross do New Zealand tuyên bố chủ quyền.
Vùng này có năm khu vực ven biển riêng biệt, được liệt kê từ tây sang đông:
| STT | Bờ biển             | Ranh giới phía Tây | Ranh giới phía Đông |
| --- | ------------------- | ------------------ | ------------------- |
| 1   | Bờ biển Saunders    | 158°00'W           | 146°31'W            |
| 2   | Bờ biển Ruppert     | 146°31'W           | 136°50'W            |
| 3   | Bờ biển Hobbs       | 136°50'W           | 127°35'W            |
| 4   | Bờ biển Bakutis     | 127°35'W           | 114°12'W            |
| 5   | Bờ biển Walgreen    | 114°12'W           | 103°24'W            |
|     | Vùng đất Marie Byrd | 158°00'W           | 103°24'W            |

## Địa lý và địa chất

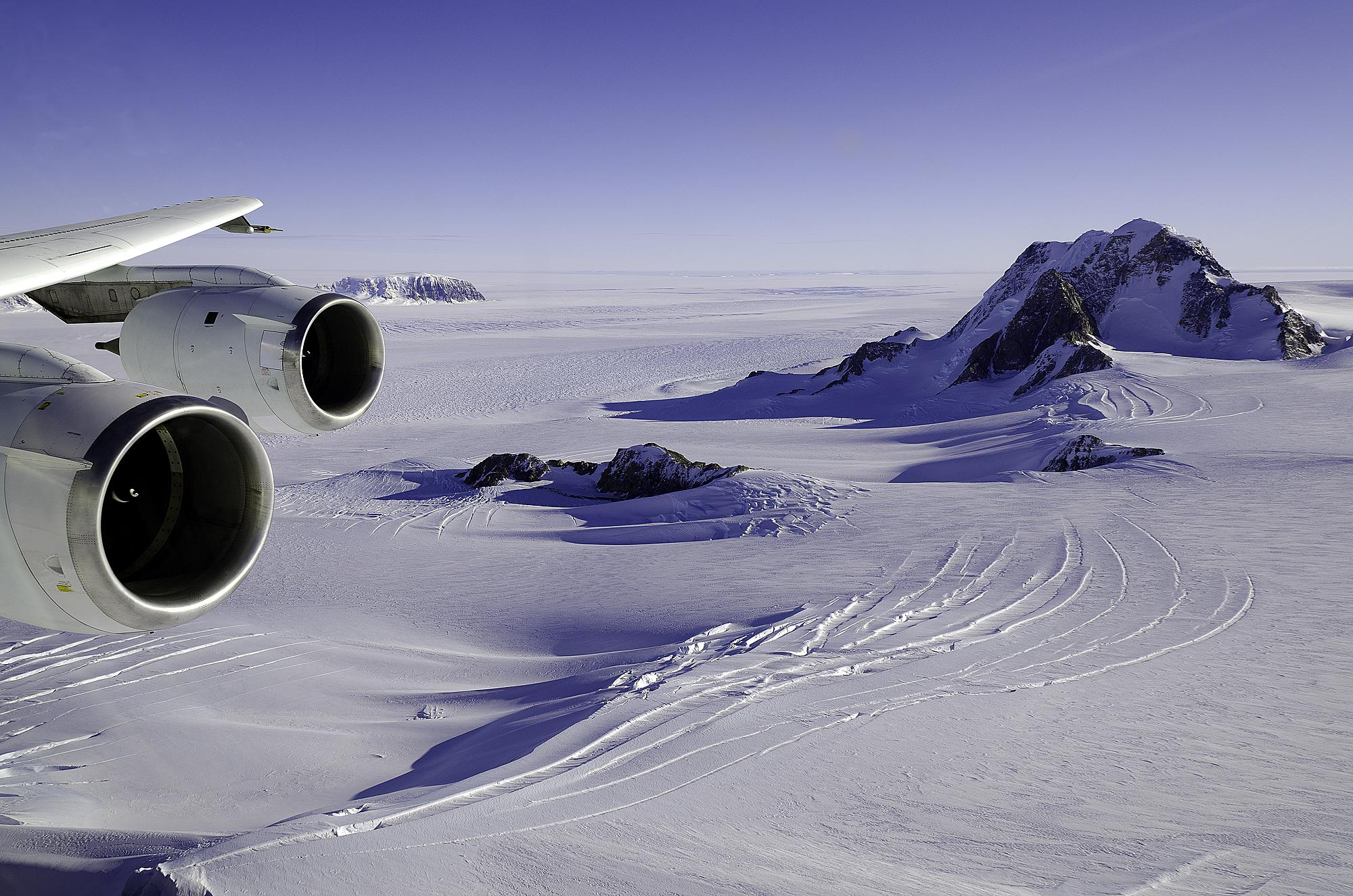
Sông băng và mỏm đá ở Vùng Marie Byrd nhìn từ máy bay DC-8 của NASA vào ngày 17 tháng 10 năm 2011.

Vùng đất Marie Byrd tiếp giáp với biển Amundsen ở phía đông và biển Ross và thềm băng Ross ở phía tây. Các dãy núi chạy dọc gần bờ biển với một vài dãy ở nội địa. Vùng đất Marie Byrd được bao phủ bởi Tấm băng ở Tây Nam Cực (WAIS) rộng lớn. WAIS ở Vùng đất Marie Byrd hướng ra khỏi lục địa về phía đông và vào Thềm băng Ross qua bảy dòng băng. Dọc theo đường bờ biển của Nam Đại Dương và Biển Amundsen, băng chảy qua các sông băng, với sông băng lớn nhất là sông băng Thwaites. Tây châu Nam Cực và Vùng đất Marie Byrd có độ cao lên tới 1500-2000 mét trên bề mặt của WAIS. Ngược lại, Đông châu Nam Cực có độ cao bên trong dải băng hơn 4000 mét.
Hệ thống Rạn nứt Tây Nam Cực (WARS) đã phát triển trong hàng trăm triệu năm qua, bao gồm toàn bộ hoặc một phần Vùng đất Marie Byrd. WARS kéo dài từ thềm lục địa Biển Ross về phía đông đến Vùng đất Marie Byrd. Các dòng băng và sông băng rút cạn WAIS được cho là chạy theo các thung lũng rạn nứt, hiện bị băng chôn vùi, được hình thành trong WAIS. WARS chứa một chuỗi núi lửa với các núi lửa hoạt động từ thế Eocen đến vài nghìn năm trước.
Một chùm manti được phát hiện sâu bên dưới Vùng đất Marie Byrd. Nhiệt từ chùm manti được cho là nguyên nhân gây nâng một phần đáng kể của Tây Nam Cực để hình thành Mái vòm Vùng đất Marie Byrd (Marie Byrd Land Dome).
Bản đồ kỹ thuật số của Nam Cực có bao gồm địa chất của Vùng đất Marie Byrd. Lịch sử địa chất của Vùng đất Marie Byrd ở Tây Nam Cực đã được tóm tắt trong một ấn phẩm năm 2020.

### Sông băng, dòng băng và thềm băng
Các sông băng nổi bật chảy qua WAIS ở MBL bao gồm sông băng Thwaites và sông băng Đảo Pine, và cả hai đều đổ vào Biển Amundsen. Trong số bảy dòng băng chảy vào thềm băng Ross, các dòng băng Bindschadler và Whillans có kích thước rộng lớn nhất. Bảy dòng băng thải ra 40% WAIS. Bên cạnh thềm băng Ross, các thềm băng đáng kể trên bờ biển Nam Đại Dương bao gồm Sulzberger và Nickerson.

### Dãy núi, đỉnh núi và địa hình dưới băng
Do WAIS chôn vùi tầng móng của MBL, các dãy núi lộ ra phía bờ biển MBL nơi băng mỏng hơn. Các dãy nổi bật bao gồm dãy Ford ở phía tây MBL, dãy Flood, dãy Executive Committee và dãy Kohler. Trong số đó, dãy Ford rộng nhất và bao gồm hơn sáu nhóm núi được đặt tên phân biệt. Dãy Executive Committee bao gồm năm ngọn núi lửa, một số được cho là không hoạt động hoặc đang hoạt động. Dãy Flood bao gồm một chuỗi các núi lửa từ kỷ Neogen và kỷ Đệ Tứ. Dãy núi Fosdick ở phía bắc dãy Ford là một dãy đá biến chất kỷ Phấn Trắng dài 30 km. Hầu hết các loại đá lộ thiên khác trong MBL là đá trầm tích biến chất và đá hoa cương thời Đại Cổ sinh, và đá hoa cương thời Đại Trung sinh.
Trong khi đó, ở cách xa bờ biển, WAIS chôn vùi những ngọn núi và dãy núi riêng lẻ không được đặt tên, ngoại trừ những dãy chính như Rãnh dưới băng Bentley (Bentley Subglacial Trench).
Núi ngầm Marie Byrd (70°0′N 118°0′T / 70°N 118°T) là một núi ngầm được đặt tên cùng với Vùng đất Marie Byrd. Tên được phê duyệt vào tháng 6 năm 1988 (Ủy ban Cố vấn về Địa hình dưới đáy biển, 228).

#### Các dãy núi và đỉnh núi
- Dãy núi Alexandra
- Dãy núi Rockefeller
- Dãy núi Haines
- Dãy núi Sarnoff
  - The Billboard
  - Núi Stagnaro
- Dãy núi Denfeld
- Dãy núi Fosdick
  - Núi Iphigene
  - Núi Luyendyk
- Dãy núi Phillips
  - Núi Carbone
  - Núi June
  - Núi Paige
- Núi Peddie
- Núi Petrides
- Núi Rubin de la Borbolla
- Dãy núi Flood Range
- Dãy núi Executive Committee
  - Núi  Sidley
  - Núi  Waesche

## Trong văn hóa
- Vùng đất Marie Byrd là vị trí tiền đồn phía nam của Học viện Brakebills trong cuốn tiểu thuyết The Magicians xuất bản năm 2009 của Lev Grossman.

Trạm Byrd là khuôn mẫu cho các căn cứ Nam Cực bị tiêu diệt trong:
- Phim kinh dị The Thing của John Carpenter (1982)
- Tác phẩm thứ mười The 6th Extinction trong series tiểu thuyết Sigma Force của James Rollins (2014).[31]